# Markku
Markku ist eine finnische Variante des Vornamens Markus.

## Namensträger
- Markku Alén (* 1951), finnischer Rallyefahrer
- Markku Koplimaa (* 1985 oder 1986), estnischer Pokerspieler
- Markku Koski (* 1981), finnischer Snowboardfahrer
- Markku Laakso (* 1978), finnischer Dirigent
- Markku Laiho (* 1979), finnischer Musiker, siehe Alexi Laiho
- Markku Peltola (1956–2007), finnischer Schauspieler und Musiker
- Markku Salminen (1946–2004), finnischer Orientierungs- und Langstreckenläufer
- Markku Uusipaavalniemi (* 1966), finnischer Curler und Politiker
- Markku Yli-Isotalo (1952–2011), finnischer Ringer